# Cubisme

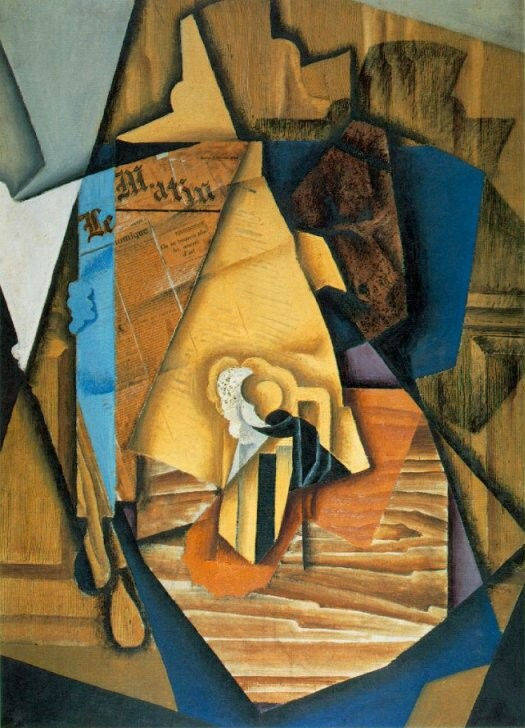
Juan Gris: Home en un cafè, 1914, oli i collage

El cubisme és un dels moviments artístics pertanyents a l'art modern (altrament anomenats -ismes), present principalment en la pintura i l'escultura. Va tenir el seu moment més intens entre 1907 i 1914. És l'art i la innovació més important del segle xx, transformant la perspectiva convencional i la manera de percebre les formes, que apareixen fragmentades com un trencaclosques amb les peces mal posades.
Una característica essencial del cubisme és l'abandonament deliberat de les tècniques tradicionals de perspectiva lineal i clarobscur. Aquest canvi va suposar que els artistes no busquessin una imitació literal de la realitat, sinó una representació conceptual i analítica. Les formes fragmentades, encara que abstractes, conserven una connexió amb els objectes reals, oferint a l'espectador una experiència multisensorial i intel·lectual.
Es considera l'inici de l'art abstracte. En les obres cubistes els objectes es trenquen, s'analitzen, i es reconstrueixen en una forma abstracta; en lloc de representar els objectes des d'un únic punt de vista, l'artista pinta el motiu des d'una multitud de perspectives per tal de representar-lo en un context més ampli. El cubisme intenta atènyer l'essència de les coses que representa, per la juxtaposició de punts de vista diferents en la realitat, però que apareixen simultanis en l'obra final. La pintura deixa de ser una finestra. L'escultura va deixar de ser un objecte sòlid per esdevenir oberta i transparent. Els cubistes van abolir la idea que cal pintar "matèries nobles", i pensaven que qualsevol objecte podria ser objecte d'atenció estètica. Per a ells, l'art no és observació únicament sinó acumular experiències. Les Demoiselles d'Avignon de Picasso, del 1907, és considerat el primer quadre cubista.
Es pot dividir en dues etapes. A la primera, de 1901 a 1911, anomenada cubisme analític, els seus inventors Picasso i Georges Braque van començar a fragmentar la forma, mantenint encara les formes i temes convencionals, com persones, natures mortes o paisatges, i usant pintura monocroma sobre llenç. En el cubisme sintètic, l'etapa de 1912 a 1915, en la qual destaca Juan Gris a més dels dos mencionats anteriorment, a més de la fragmentació es van incorporant a la pintura altres materials, com per exemple trossos de diari i materials trobats en papereres.

## Origen i significat
El nom cubisme prové d'una reflexió de Matisse (que, per descriure un quadre de Georges Braque, va parlar de "petits cubs"), però va ser introduït pel crític d'art Louis Vauxcelles, que el 1908 va descriure l'obra de Georges Braque com a "rareses cúbiques". La paraula cubisme prové de cub, i inicialment tenia connotacions burlesques.
El cubisme es concep com un pas decisiu cap a la modernitat artística, no només com una ruptura amb el realisme i l'impressionisme, sinó com una revisió profunda de la percepció visual. Aquesta revisió es basa en la idea que l'art ha de representar no només el que l'ull veu, sinó també el que l'intel·lecte entén. Això es plasma en la descomposició dels objectes i la simultaneïtat de perspectives, conceptes centrals que influirien en molts moviments posteriors.
El cubisme s'alimenta dels escrits i de les últimes obres de Paul Cézanne, el primer a fer una interpretació del món segons volums elementals (cubs, esferes, piràmides): «Tot en la natura pren la seva forma del cub, l'esfera i el cilindre».
El cubisme escultòric té la mateixa estètica que el pictòric, i els mateixos objectius, però treballa en tres dimensions. Les escultures es caracteritzen per la intersecció de plans i volums, i la descomposició de les formes. El cubisme descobreix l'espai com a element escultòric, tant la massa com l'espai serveixen per a l'expressió plàstica.
El cubisme va ser una reacció contra la pintura realista de finals del segle xix i principis del xx. El seu principal objectiu era la superació del problema de la perspectiva, que només semblava representar els objectes des d'un punt de vista. Per això, van provar de fragmentar els objectes en les diverses perspectives que poden presentar (cubisme analític) i assolir una síntesi de tots aquests punts de vista (cubisme sintètic).
D'aquí s'esdevé que els objectes apareixen molt fragmentats i angulosos, i tenen només una relació llunyana amb la forma real dels objectes que representen. Això no obstant, aquesta representació permet l'observació simultània dels diferents punts de vista. Per aquest motiu, la simultaneïtat és una paraula clau del cubisme. Sovint s'aprecien algunes parts dels quadres transparents, mitjançant les quals poden veure-se'n diferents àrees alhora.
Els iniciadors del cubisme consideraven sentimental l'èmfasi en la llum i l'efecte del color de la pintura del seu temps. Per contra, ells provaven d'apropar-se als objectes amb actitud fortament analítica. Especialment en els treballs dels inicis del cubisme, es dona més importància al llenguatge de les formes que al color. Així doncs, les obres són principalment de colors terrosos i apagats, gairebé monocroms.

## Tres períodes

### Precubisme
Precubisme, negre o geomètric (1907-1910). El pintor es dedica a la representació en volum de l'objecte, a la manera de Cézanne (la perspectiva és sovint maltractada).
Durant aquesta fase, el cubisme absorbeix elements del primitivisme i de l'obra tardana de Cézanne. Els artistes s'interessen especialment per la simplificació de les formes i l'exploració del volum com una estructura subjacent. Aquesta etapa posa les bases per al desenvolupament del cubisme analític, amb un enfocament que se centra en la volumetria geomètrica.

### Cubisme analític
Cubisme analític (1910-1912). L'objecte és desmuntat, i totes les seves facetes són representades en fragments, sense cap consideració per a la perspectiva; aquesta fase d'investigació es caracteritza per un cromatisme molt poc saturat (gris, marró, verd, blau apagat). Per contra, la llum ocupa un lloc molt important; es reparteix de manera diferent damunt de cada fragment.
Aquesta etapa, marcada per un estudi detallat i sistemàtic dels objectes, sovint presenta composicions monocromes que permeten a l'artista centrar-se en la complexitat estructural i en les interrelacions espacials. Això es reflecteix en l'ús recurrent de formes angulars i plans interconnectats que desafien la perspectiva tradicional.

### Cubisme sintètic
Cubisme sintètic (1912-...). Aquest període és caracteritzat per la tornada del color i per la utilització de la tècnica del collage (papers, objectes). El pintor selecciona les facetes més pertinents de l'objecte desmuntat (contràriament al cubisme analític, en què no n'hi ha selecció). Aquestes teles tendeixen a l'estilització abstracta.
En el cubisme sintètic, l'ús de tècniques mixtes, com el collage, va transformar la manera d'entendre la pintura. Incorporant materials de la vida quotidiana, com paper de diari o objectes comuns, els artistes van destacar la naturalesa constructiva i conceptual de les seves obres. Aquesta etapa introdueix també una paleta cromàtica més viva i una estilització que es desplaça cap a formes més abstractes.

### Artistes
- Alexander Archipenko
- Constantin Brancusi
- Georges Braque (1882-1963), Ampolla i diari, 1911
- Josef Čapek (1887-1945)
- Paul Cézanne
- Étienne Cournault
- Robert Delaunay
- Sonia Delaunay
- Marcel Duchamp
- Raymond Duchamp-Villon
- Lyonel Feininger (1871-1956)
- Jean de Gavardi
- Albert Gleizes
- Juan Gris (1887-1927), L'esmorzar, 1915
- Lew Alexandrowitsch Judin (1903-1941)
- Frantisek Kupka
- Georgy Kurasov
- Roger de La Fresnaye
- Fernand Léger
- Henri Le Fauconnier
- André Lhote
- Louis Marcoussis
- Jean Metzinger
- Pierre de Mougins
- Francis Picabia (1879-1953)
- Pablo Picasso (1881-1973), Ampolla, got i Gaita, 1913
- Alfred Reth
- Jeanne Rij-Rousseau
- Georges Valmier
- Jacques Villon

## Influències
El cubisme té també importància per la seva influència en el disseny i l'arquitectura. Es pot trobar arquitectura "cubista" representativa principalment a la ciutat de Praga.
El cubisme va ser un punt d'inflexió que va inspirar nombrosos moviments del segle XX, incloent-hi el futurisme, el suprematisme i el constructivisme. A més, el cubisme va transformar no només la pintura, sinó també disciplines com l'escultura, el disseny gràfic, les arts decoratives i l'arquitectura. En aquest darrer camp, destaca l'arquitectura cubista desenvolupada a Praga, que reflecteix una interpretació tridimensional dels principis del moviment.

### Cap a l'abstracció
El cubisme, com ho subratlla Guillaume Apollinaire en Els pintors cubistes. Meditacions estètiques (1913), ha obert la via de l'abstracció (suprematisme, expressionisme abstracte, Bauhaus) i de l'art conceptual, encara que el cubisme no hagi produït obres totalment desproveïdes d'un lligam amb la realitat.
El cubisme va tenir un paper clau en l'evolució cap a l'art abstracte, ja que va qüestionar la necessitat de mantenir un vincle literal amb la realitat visible. Les seves innovacions van obrir el camí a altres llenguatges artístics que es van centrar més en l'expressió de conceptes, emocions i idees que en la representació figurativa.

### Corrents propers
El cubisme, que descompon els objectes, és proper a dos moviments:
- El futurisme, que descompon el moviment.[19][20]
- L'orfisme, que descompon la llum.

### Txecoslovàquia
Un dels països on el cubisme es va estendre amb força va ser a Txecoslovàquia. Els artistes txecoslovacs, per raons nacionalistes, van intentar escapar al Sezessionsstil vienès i al Jugendstil alemany i es fixaven en la «la Meca» artística que era París en aquella època. Si Alfons Mucha forma part encara de la vella guàrdia de l'Art nouveau, d'altres com František Kupka, Josef Čapek, Antonín Procházka, Emil Fila, Toyen o Bohumil Kubišta, amb el nom predestinat, adopten sense esperar i amb entusiasme els conceptes cubistes.
Amb aquests, el cubisme penetra aleshores en la vida quotidiana:
- mobiliari amb Vlastislav Hoffman o Josef Gočár,[21]
- arts decoratives amb l'escultor Otto Guttfreund o l'associació artística Artěl, que promou la creació artística cubista (vidrieria, porcellana, enquadernació...),
- arquitectura, sobretot amb Josef Gočár, Pavel Janák i Josef Chochol.

### Rondocubisme i cubisme triangular
Alliberant-se ràpidament del seu model parisenc, els artistes txecs inventen un cubisme molt particular, el rondocubisme, en què el "cub" com a element de base del desplegament es veu reemplaçat pel "cilindre" i el cubisme triangular, en què és el "prisma" o el "tetraedre" qui juga el paper d'element de base.